# Celastrina carna
Celastrina carna är en fjärilsart som beskrevs av Butler. Celastrina carna ingår i släktet Celastrina och familjen juvelvingar. Inga underarter finns listade i Catalogue of Life.